# Le Chanteur inconnu (film, 1931)
Pour les articles homonymes, voir Le Chanteur inconnu.
Le Chanteur inconnu est un film français réalisé par Victor Tourjanski, sorti en 1931.

## Synopsis
Claude Ferval, un chanteur que tout le monde croyait mort, est retrouvé par hasard par un compatriote en Russie, mais ayant perdu la mémoire. Ce dernier devient son imprésario après avoir découvert sa voix de ténor, et le ramène en France. Il le fait passer à la radio sous le nom du « Chanteur inconnu », puis se produire sur scène derrière un masque. Cette mise en scène étrange éveille l’inquiétude et l’angoisse chez celui qui souhaitait sa mort et chez sa femme qui continue de l'aimer...

## Fiche technique
- Titre : Le Chanteur inconnu
- Réalisation : Victor Tourjanski
- Scénario : Jean-Henri Blanchon, Henri-Georges Clouzot, Henri Decoin, Henri Diamant-Berger, Victor Tourjanski et Pierre-Gilles Veber
- Société de production : Les Films Osso
- Musique : René Sylviano
- Photographie : Curt Courant
- Décors : Serge Piménoff
- Pays de production : France
- Format : noir et blanc - son mono - 1,20:1
- Genre : comédie
- Durée : 95 minutes
- Date de sortie : 1931
- Affiche : Roland Coudon (France)

## Distribution
- Lucien Muratore : Claude Ferval
- Simone Cerdan : Hélène Corbigny
- Jim Gérald : Ernest
- Serge Piménoff : Pompier
- Simone Simon : Pierrette
- Jean-Max : Jacques